# 청원여자고등학교
청원여자고등학교(靑園女子高等學校)는 대한민국 서울특별시 노원구 상계동에 위치한 사립 고등학교이다.

## 학교 연혁
- 1952년 3월 5일 : 고려영수학관의 인가를 얻어 학관장에 설립자 이인근 박사 취임
- 1972년 4월 21일 : 학교법인 고흥학원에서 학교법인 청원학당으로 명칭 변경
- 1978년 9월 21일 : 학교법인 청원학당 이사장에 이인근 박사 취임
- 1988년 11월 15일 : 서울특별시 교육위원회로부터 학교 이전 계획 승인을 얻어 동대문구 용두동 교사에서 현 위치의 신축 교사로 이전
- 2001년 3월 1일 : 청원여자고등학교 개교
- 2004년 2월 11일 : 제1회 졸업식(567명)
- 2009년 7월 28일 : 학교법인 청원학당에서 학교법인 청원학원으로 명칭 변경
- 2013년 9월 1일 : 학교법인 청원학원 이사장에 성상엽 선생 취임
- 2018년 3월 1일 : 학교장에 홍성도 선생 취임
- 2019년 3월 1일 : 서울특별시교육청 <진로 교육 집중 학년 학기제 연구 학교>로 선정
- 2021년 2월 4일 : 제18회 졸업식 (337명, 총 8,462명)

## 참고 자료
- 청원여자고등학교 - 한국교육학술정보원 학교알리미